# Faker
Lee Sang-hyeok (Hangul: 이상혁 Seül, 7 de maig del 1996), conegut pel seu nom de jugador Faker (Hangul: 페이커; RR: Peikeo) o (Hangul: 빠커; RR: Ppakeo), és un jugador professional d'eSports del MOBA League of Legends. Anteriorment conegut com a "GoJeonPa"(Korean:고전파) al servidor coreà, va ser contractat per SK Telecom Organization en 2013 i és actualment el Mid Laner de T1, que competeix en la League of Legends Champions Korea (LCK).
Faker és àmpliament considerat com el millor jugador de League of Legends del món, i és l'únic jugador que ha guanyat cinc vegades el Campionat Mundial de League of Legends, havent-ho aconseguit al 2013, 2015, 2016, 2023 i 2024.

## Vida primerenca
Faker va néixer el 7 de maig de 1996 a Seül. Ell i el seu germà van ser criats pels seus avis i el seu pare, Lee Kyung-joon al districte de Gangseo, Seül. A Faker sempre li van encantar els trencaclosques i els videojocs, incloent els "custom maps" del Warcraft III i el MOBA "Chaos". Va descobrir dota a finals de l'any 2011, i aviat es va convertir en un jugador molt bo en aquest joc. Va deixar els seus estudis de l'institut per poder unir-se a SKT.

## Carrera
Faker ràpidament es va fer conegut pel seu gran domini de les mecàniques del joc, demostrant-les per primera vegada en el Mundial de la temporada 3(2013). A l'octubre de 2013 Faker va guanyar el seu primer Campionat Mundial de League of Legends sent membre de SK Telecom T1 K.

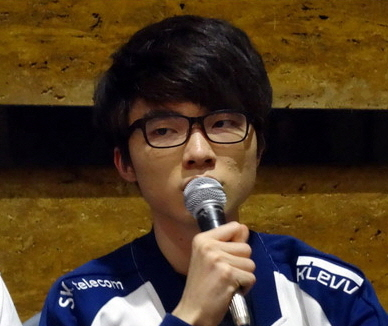
Faker l'any 2015

SKT K i SKT S es van fusionar en 2014 i Faker es va convertir en membre del resultant SKT T1. SKT T1 no va aconseguir classificar-se per al Campionat Mundial en 2014.
Al novembre de 2014 es va informar que Faker va declinar ofertes de contracte per part de diverses companyies xineses, incloent una oferta de ₩500 milions per dedicar-se al streaming. El League of Legends es basa a controlar uns personatges coneguts com a "campions", i Faker és famós per tenir una de les més àmplies "champion pools" (nombre de campions que el jugador és capaç de manejar amb facilitat). És particularment conegut pel seu maneig de Azir, LeBlanc, Zed, Ahri, Ryze, Orianna i Riven.
Molts grans jugadors de la lliga coreana, incloent els membres de l'equip Samsung Galaxy Pawn, Dandi i Imp, van deixar Corea del Sud per jugar a la Xina, però, en canvi, Faker va rebutjar una oferta de més de $1,000,000 provinent d'un equip xinès. Imp va explicar en un fil de Reddit que el seu salari era superior als $200,000 per any, sense especificar la quantitat. De ser cert, es pot suposar que Faker pot estar guanyant molt més que qualsevol de les ofertes que va rebre d'equips xinesos. Els guanys de Faker com a professional dels eSports superen els O$S 500.000.
Faker va començar el split de primavera de 2015 de la LCK a la banqueta, reapareixent amb una pentakill a la partida contra l'equip NaJin i-mFire.
En el Campionat Mundial de 2015, el seu equip van conquerir el trofeu perdent únicament una partida a la final, aconseguint així un rècord de 15–1 al campionat.
El 2016 està sent l'any somiat per Faker amb SKT. Ha guanyat la IEM amb un aclaparador 3-0 sobre el conjunt europeu Fnatic, va acabar també amb qui es perfilava com el gran candidat a guanyar la LCK (Lliga Coreana de League of Legends) ROX Tigers amb un marcador final de 3-1, i finalment, va aconseguir conquistar el MSI (Mid Season Invitation, Torneig Invitació de Meitat de Temporada) amb una contundent victòria enfront de l'equip nord-americà Counter Logic Gaming. Amb aquest nou trofeu, Faker ha aconseguit una fita: posseeix el major palmarès de la història de League of Legends.

## Contracte com streamer
L'any 2014 Faker va signar un contracte de streaming en exclusiva amb Azubu mitjançant el qual guanyava 30.000 RP (La moneda oficial de pagament de League of Legends) al mes. Malgrat això, un usuari de Twitch va crear un canal anomenat SpectateFaker, el qual retransmetia les seves partides classificatòries mitjançant l'opció d'espectador de partides del propi joc. Azubu finalment va optar per emetre una demanda DMCA. Riot Games, encara que qüestionant-se si Azubu tenia de fet alguna propietat legal sobre les partides retransmeses, va decidir cooperar amb la demanda en conseqüència pels danys causats a Faker i Azubu.

## Assoliments amb el seu equip

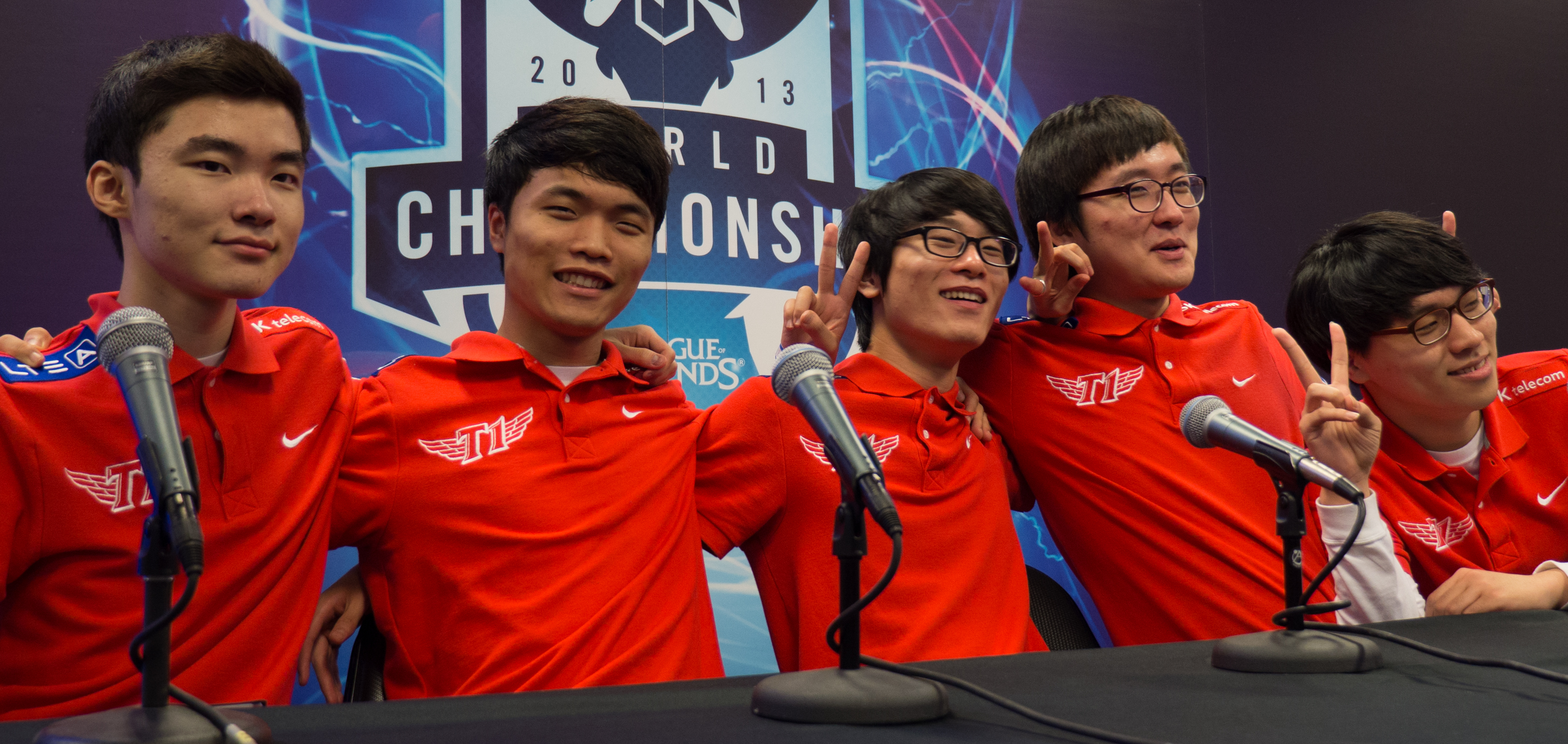
Foto de grup de SK Telecom T1 en el Campionat Mundial de 2013.

- 3r OnGameNet Champions primavera de 2013 (SK Telecom T1)
- 1r HOT6iX Champions estiu de 2013 (SK Telecom T1)
- 1r Campionat Mundial de la Tercera Temporada de League of Legends 2013 (SK Telecom T1)
- 1r PANDORA.TV Champions d'hivern de 2013-2014 (SK Telecom T1 K)
- 1r All-Star 2014 (SK Telecom T1 K)
- 1r ITENJOY NLB estiu de 2014 (SK Telecom T1 K)
- 1r Playoff del split de primavera de 2015 de la LCK (SK Telecom T1)
- 2n League of Legends Mid-Season Invitational 2015 (SK Telecom T1)
- 1r Playoff del split d'estiu de 2015 de la LCK (SK Telecom T1)
- 1r Campionat Mundial de la Cinquena Temporada de League of Legends 2015 (SK Telecom T1)
- 1r Intel Extreme Masters Season X - Campionat Mundial (SK Telecom T1)
- 1r Playoff del split de primavera de 2016 de la LCK (SK Telecom T1)
- 1r League of Legends Mid-Season Invitational 2016 (SK Telecom T1)
- 2n Srbestial Invitational Tournament (Solament)
- 1r League of Legends: Season 13 World Championship 2023 (SK Telecom T1)